# Deutsche Volleyball-Bundesliga 1982/83 (Männer)
Die Saison 1982/83 der Volleyball-Bundesliga war die neunte Ausgabe dieses Wettbewerbs. Der USC Gießen verteidigte seinen Titel als Deutscher Meister erfolgreich. Die Neulinge Celle und Sindelfingen mussten direkt wieder absteigen.

## Mannschaften
In dieser Saison spielten folgende zehn Mannschaften in der Bundesliga:
- SC Fortuna Bonn
- SSF Bonn
- MTV Celle
- USC Gießen
- Hamburger SV
- TuS 04 Leverkusen
- TSV 1860 München
- VBC Paderborn
- VC Passau
- VfL Sindelfingen

## Ergebnisse
Nach der Hauptrunde ermittelten die vier besten Mannschaften in einer Meisterrunde den neuen Meister.

### Hauptrunde
|     | Verein       | Punkte | Sätze |
| --- | ------------ | ------ | ----- |
| 1.  | Gießen       | 30:6   | 51:27 |
| 2.  | Paderborn    | 26:10  | 45:21 |
| 3.  | Hamburg      | 24:12  | 45:25 |
| 4.  | Passau       | 24:12  | 43:32 |
| 5.  | SSF Bonn     | 16:20  | 35:37 |
| 6.  | München      | 16:20  | 32:36 |
| 7.  | Fortuna Bonn | 16:20  | 33:41 |
| 8.  | Leverkusen   | 14:22  | 26:37 |
| 9.  | Celle        | 8:28   | 18:48 |
| 10. | Sindelfingen | 6:30   | 23:47 |

### Meisterrunde
|    | Verein    | Punkte | Sätze |
| -- | --------- | ------ | ----- |
| 1. | Gießen    | 38:10  | 65:37 |
| 2. | Paderborn | 32:16  | 58:32 |
| 3. | Hamburg   | 30:18  | 55:35 |
| 4. | Passau    | 28:20  | 51:46 |